# The Real Americans
The Real Americans fue un equipo de lucha libre profesional en la WWE,  integrado por Cesaro y Jack Swagger, dirigidos por Zeb Colter. Su gimmick, y por extensión la explicación del nombre de su equipo, fue uno de patriotismo estadounidense, con ellos explicando que eran "Real Americans" ("verdaderos americanos") ya sea porque nacieron en los Estados Unidos (en el caso de Swagger) o ingresaron al país legalmente (en el caso de Cesaro). Ellos se caracterizaron por su eslogan: "We, The People!" ("Nosotros, el pueblo!").

## Historia

### WWE (2013-2014)
En febrero de 2013, Jack Swagger regresó a la televisión tras una ausencia prolongada con un nuevo mánager, Zeb Colter. Colter, un defensor de las creencias sobre la inmigración ilegal, influiría fuertemente a Swagger en los meses siguientes, con los dos desarrollando la frase "We, The People!"

The Real Americans utilizaron la bandera de Gadsden como parte de su entrada y como un símbolo del equipo.

Para junio de 2013, Swagger había tomado una vez más una ausencia para someterse a una cirugía en la mano. En su ausencia, Colter adquirió a Antonio Cesaro como cliente el 17 de junio en Raw. Una vez más, los sistemas de creencias de Colter fueron transferidos sobre su cliente. A pesar del hecho que Cesaro es europeo, aparentemente sirviendo como un antónimo personificado de la xenofobia de Colter, Colter justificó su inclusión como un "verdadero americano" debido a su entrada al país legalmente. Swagger comenzó a acompañar a Cesaro junto a Colter el 1 de julio en Raw, durante el cual Cesaro derrotó a Cody Rhodes. El 14 de julio en el pago por visión Money in the Bank, tanto Cesaro como Swagger compitieron en la lucha de escaleras Money in the Bank por el Campeonato Mundial Peso Pesado, no obstante ambos fueron infructuosos. Es importante notar que los dos se ayudaron mutuamente durante todo el combate e incluso entraron al ring juntos, acompañaron de Colter. La noche siguiente en Raw, anunciados como "The Real Americans", fueron derrotados por The Usos.
En Night of Champions, perdieron un Tag Team Turmoil por una oportunidad por los Campeonatos en Parejas de la WWE, siendo finalmente eliminados por The Prime Time Players, después de eliminar a The Usos y a Tons of Funk. La noche siguiente en Raw, una vez más perdieron otro combate por una oportunidad por los Campeonatos en Parejas de la WWE contra The Usos y Tons of Funk. Empezaron una rivalidad con Santino Marella y The Great Khali después de que Santino venciera a Cesaro en su lucha de vuelta en su ciudad natal. En Battleground, vencieron a Santino Marella y The Great Khali después de que Cesaro le aplicara su «Cesaro Swing» a Khali varias veces. Empezaron una rivalidad con Los Matadores después de que Zeb Colter los llamó "Los Ilegales". Continuarían haciendo frente a Los Matadores por las próximas semanas con Zeb Colter saliendo con un látigo, burlándose de El Torito. En Hell in a Cell, fueron derrotados por Los Matadores para concluir su rivalidad. La noche siguiente en Raw, derrotaron a los Campeones Mundiales en Parejas de la WWE Cody Rhodes & Goldust así ganando una oportunidad por el título en el futuro. Tuvieron su lucha titular en la edición del 22 de noviembre de SmackDown, pero fueron derrotados por Cody Rhodes & Goldust.
En Survivor Series, The Real Americans junto con The Shield derrotaron al equipo de The Usos, Cody Rhodes, Goldust y Rey Mysterio. El 13 de diciembre en SmackDown, se anunció que The Real Americans se enfrentarían a Rey Mysterio & The Big Show, Ryback & Curtis Axel y Cody Rhodes & Goldust por el Campeonato en Parejas de la WWE en TLC. Fueron el segundo equipo eliminado después de que Big Show le diera un «K.O. Punch» a Cesaro en el evento. Tanto Swagger como Cesaro competirían en la Royal Rumble, entrando en el N.º 7 y N.º 21, respectivamente, con ambos siendo eliminados por Kevin Nash y Roman Reigns, respectivamente. Tensiones comenzaron a salir a flote entre Zeb Colter y Jack Swagger la noche siguiente en Raw cuando Cesaro se vio obligado a calmar a Swagger después de que Colter lo había abofeteado. En la edición del 31 de enero de 2014 de SmackDown, Cesaro derrotaría a Dolph Ziggler para clasifiar para competir en la Elimination Chamber por el Campeonato Mundial Peso Pesado de la WWE, pero Swagger perdió ante Christian, siendo incapaz de unirse a su compañero en la lucha por el título. La semana siguiente en Raw, después de que Swagger perdió una vez más ante Christian, Colter le lanzó una vez más una rabieta a Swagger mientras Cesaro asintió con la cabeza. La noche después del evento Elimination Chamber en Raw, Cesaro se enfrentó a Big E. Perdió por descalificación, cuando Swagger interfirió y le aplicó un «Patriot Lock» a Big E. A pesar de las cuestiones en curso, Swagger y Cesaro derrotaron a The Usos en el episodio del 17 de marzo de Raw, posiblemente poniéndolos en línea para una oportunidad por los campeonatos en parejas. En WrestleMania XXX, Swagger y Cesaro perdieron un combate por los campeonatos en parejas, y después la lucha Swagger le aplicó a Cesaro un «Patriot Lock», pero Zeb Colter le dijo que se detuviera y se estrechara las manos con Cesaro, sin embargo, Cesaro le aplicó un «Cesaro Swing», terminando oficialmente el equipo. Más tarde esa noche, Cesaro ganó el André the Giant Memorial Battle Royal para ganar el trofeo en memoria de André the Giant. La noche siguiente en Raw, Cesaro terminó su relación con Colter, anunciando que ahora era un "Paul Heyman Guy", lo que dio lugar a Swagger saliendo a atacar a Cesaro. Ellos tuvieron una lucha la semana siguiente, que Cesaro ganó después de que Swagger se dejó recibir la cuenta fuera. En la edición del 21 de abril Raw, Swagger costó a Cesaro una oportunidad de entrar en la final del torneo por el Campeonato Intercontinental contra Rob Van Dam. Después de la lucha, Cesaro una vez más le aplicó un «Cesaro Swing» a Swagger.

## En lucha
- Movimientos finales de Swagger
  - Patriot Lock[1][11] (Ankle lock)[12][13] – 2010–presente
- Movimientos finales de Cesaro
  - Neutralizer (Cradle belly to back inverted mat slam)[3][14][15]

- Mánager
  - Zeb Colter

## Campeonatos y logros
- WWE
  - André the Giant Memorial Trophy - Cesaro
- Wrestling Observer Newsletter
  - Luchador Más Infravalorado (2013) - Antonio Cesaro